# Timecode

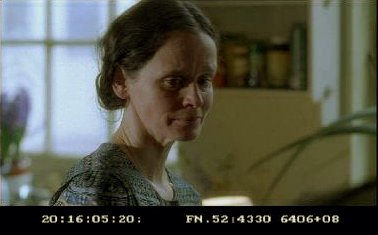
Timecode in einer digitalen Arbeitskopie

Der Timecode (TC) bzw. Zeitcode ist eine Technik, um verschiedene technische Geräte auf den Bruchteil einer Sekunde genau zu synchronisieren. Er entstand aus der Notwendigkeit, Ton und Bild in der Postproduktion bei Filmdrehs exakt synchronisieren zu können. Heutzutage findet er sowohl im Film- und Videoschnitt als auch in der Veranstaltungstechnik Anwendung.
Beim nichtlinearen Videoschnitt kann zur Not auch ohne Timecode gearbeitet werden, wenn z. B. VHS-Material digitalisiert wird.

## Funktionsweise
Der Timecode setzt sich aus der Angabe Stunde, Minute, Sekunde und Frame (dieser Sekunde) zusammen. Dabei variiert die Anzahl der Frames pro Sekunde (fps) je nach Anwendung und verwendeter Technik:
- beim Kinofilm 24 fps
- beim High-Frame-Rate-Kinofilm 48 fps
- beim PAL-Videoformat 25 fps
- beim NTSC-Videoformat 30 fps
- beim High-Definition-Videoformat 50 fps

Bei der Veranstaltungstechnik werden in der Regel 24 oder 30 fps verwendet.
Bei NTSC werden gewöhnlicherweise in Minuten, die nicht durch zehn teilbar sind, die ersten zwei Framenummern nicht vergeben (man beginnt mit Stunde:Minute:00:02 statt mit Stunde:Minute:00:00). Bei Minuten, die durch zehn teilbar sind, zählt man von Stunde:Minute:00:00 an. Diese Spezialität, genannt Drop Frame Timecode, trägt dem Umstand Rechnung, dass NTSC nicht genau 30 fps, sondern ca. 29,97 fps verwendet.

## Film- und Videotechnik
Um die verschiedenen Geräte synchron laufen zu lassen, müssen diese am Anfang eines Drehtages mit sogenannten Mutteruhren synchronisiert werden (trifft nur auf Film, nicht aber auf Video zu).
Die Aussagekraft von Timecodes ist unterschiedlich. Auf von Kameras aufgezeichnetem Rohmaterial findet man bei Sportveranstaltungen meistens einen Real Time Code, der die tatsächliche Uhrzeit der Aufzeichnung repräsentiert, andere Ereignisse werden mit 01 als Stunde beginnend aufgezeichnet, während man auf Sendebändern einen fiktiven (meist normierten) sogenannten „Internal Timecode“ findet.

### Aufzeichnung
Aufgezeichnet wird der Timecode auf sehr unterschiedliche Art und Weise:

#### Elektronischer Timecode
- Bei modernen Videokameras wird der Vertical Interval Time Code (VITC) verwendet, der bei der Schrägspuraufzeichnung wie eine Hi-Fi-Spur auf einer VHS-Maschine durch die rotierende Kopftrommel aufgezeichnet wird.

Die Position des VITC ist in der Austastlücke des Bildes, und zwar exakt in der 19. und 21. Zeile des 1. Fields und in der 332. und 334. Zeile des 2. Fields (2 Fields = 1 Frame). Die Position kann im Menü der Maschinen verändert werden, jedoch wird empfohlen, dies nicht zu tun, da der Timecodeleser an den o. a. Stellen nach der Information sucht.

Er ist vom Standbild bis knapp über die normale Abspielgeschwindigkeit lesbar. Wird die Maschine im Search-Betrieb bzw. als Zeitraffermaschine benutzt, wird auf den Longitudinalen Timecode (LTC), der als zusätzliche, lineare Tonspur mitläuft, umgeschaltet. Dieser kann bis zur höchsten Geschwindigkeit gelesen werden.
An professionellen Maschinen sind beide Timecodes separat schaltbar. Für den Schnitt entscheidend, besonders bei Masterbändern, ist nicht nur die lückenlose Kontinuität des Timecodes, sondern auch, dass LTC und VITC absolut synchron sind.
Einzig beim S-VHS- bzw. VHS-System muss man erwägen, ob man den LTC mitaufzeichnet, da dieses System keine eigene LTC-Spur aufweist, sondern dann die longitudinale Audiospur 2, also der rechte Kanal dafür verwendet werden muss, die HiFi-Spuren stehen aber nach wie vor für Stereoton zur Verfügung.
- Der im Profibereich am meisten verbreitete Timecode ist der 80-Bit-SMPTE-Timecode. Bei professionellen Systemen kann auch die Kassettennummer kodiert werden. Dafür wird die Stunde verwendet. 01:00:00.00 ist die erste Kassette, 02:00:00.00 die zweite und so weiter. Im Broadcast-Bereich hingegen wird der Beginn eines Filmes oft mit 10:00:00.00 gemäß der ARD-und-ZDF-Norm angezeigt.
- Digitale MAZ-Geräte verschachteln Timecode in Datenpaketen.

#### Optischer Timecode
In Filmkameras sind grundsätzlich drei Arten von Timecodes verbreitet:
- Der IRT-/EBU-Timecode, Anfang der 1970er-Jahre für 16-mm-Film entwickelt vom Institut für Rundfunktechnik in München. Mit 4 Bit/Bild adressiert er nur jede Sekunde und nicht jedes Bild, die exakte Bildnummer wird also aus der Lage des Codes errechnet.
- Der 1979 vorgestellte Aaton-Timecode. Der französische Kamerahersteller Aaton (auch Aäton) hat ihn sowohl für 16-mm-, als auch für 35-mm-Film entwickelt. Besonderheit: Abwechselnd werden ein maschinenlesbarer Code und ein verkürzter Zeitstempel in Klarschrift belichtet.
- Der Kamera-Hersteller Arnold & Richter hat Ende der 1980er-Jahre einen Timecode für Arriflex 16-mm- und 35-mm-Kameras vorgestellt, ab 1989 für die Arri SR II als erweiterten SMPTE-Timecode, für die Arri SR III ab 1992 als standardisierten SMPTE-Timecode, jeweils mit bildgenauer Adressierung. In der Arri SR III ist er auch in Verbindung mit dem S16-Format verwendbar.

### Übertragung
Die Übertragung des Timecodes für Kopier- und Schnittzwecke erfolgt entweder als SMPTE-Timecode-Signal über ein Audiokabel (XLR oder koaxial), digital via serieller Schnittstelle oder bei DV via FireWire.

Legt man Timecode-Signale an einem Audioeingang an, so ist ein typisches digital moduliertes Timecode-Pfeifsignal zu hören, das aber nicht mit digitalem Rauschen verwechselt werden darf.

## Veranstaltungstechnik
In der Veranstaltungstechnik verwendet man Timecode, um Ton-, Licht-, Bühnen- und Pyrotechnik sowie bewegliche Gegenstände wie Züge synchron steuern zu können. Dabei gibt es in der Regel ein Gerät, welches als zentraler Zeitspender dient. Andere Verbraucher, wie zum Beispiel die Lichtsteuerung oder Playback-Geräte, konsumieren das Signal und spielen ihr jeweils vorab erstelltes Programm ab.
Ein intensiver Gebrauch von Timecodes findet zum Beispiel bei Konzerten von Rammstein oder Taylor Swift statt, bei denen die Bühnendarstellung sowie die Lichtshow sehr eng und zeitlich präzise auf die Musik abgestimmt sind.

## Weitere Timecodes
Weitere Timecodes sind der IRIG Timecode (IRIG B), welcher vor allem im militärischen Bereich und auf US-militärischen Testgeländen zur zeitlichen Synchronisation von Video- und Datenaufzeichnung Anwendung findet. Auch die NIST verwendet eine Form des IRIG Timecode (IRIG H) als Datenformat für die US-Zeitzeichensender WWV.

## Timecode in der Musik
Es gibt außerdem sogenannte Timecode Vinyls, welche zum Synchronisieren bzw. Steuern von DJ-Programmen mittels CD, DVD und Plattenspielern verwendet werden.